# 佐藤恵一
佐藤 恵一（さとう けいいち、1993年1月18日 - ）は、日本の男性プロレスラー。東京都江東区出身。愛称は「サトケイ」。

## 経歴
小学校1生から14年間野球を続け、正則学園高等学校時代は野球部で4番センターを務める。1年時には東海大相模との練習試合で一二三慎太外野手（当時は投手）と対戦経験もある（1打席で結果は三振）。
二松學舍大学を卒業すると、2015年3月31日に全日本プロレスに入門。以後、7ヶ月の練習生期間を経て、10月23日にプロレスラーとして金丸義信を相手にデビュー。
2016年1月10日、全日本プロレスを家庭の事情で退団。デビューからわずか3ヶ月のことだった。ただし引退ではなく、プロレス自体は続ける意向をツイッターで表明。
2月10日、WRESTLE-1後楽園ホール大会に登場して参戦を直訴。その後、WRESTLE-1のほか愛媛プロレスなどに参戦。
2017年8月27日、全日本プロレス両国国技館大会に第0試合で出場。
2018年5月24日、ジェイク・リーが立ち上げた新ユニットSweeperに岩本煌史の推薦で加入。他メンバーは崔領二、ディラン・ジェイムス。
2021年5月26日、GLEAT主催のGPROVer.0新宿FACE大会のオープニングマッチに出場。
2021年7月1日、GLEATVer.1 TOKYO DOME CITY HALL大会の試合中に左足脛骨遠位端骨折の怪我で以後欠場へ。
2021年11月6日、GLEAT新宿FACE大会におけるvs田中稔戦で4ヶ月ぶりの復帰。
2022年3月23日、GLEAT新宿FACE大会にてGLEAT所属の井土徹也とフリー参戦していた頓所隼(2022年5月18日付でGLEAT所属)とともにユニット『60seconds(シックスティ セカンズ)』を結成。
2022年11月6日、母校である正則学園高等学校の体育館で自主興行「佐藤恵一自主興行Ver.1」を開催。210人超満員チケット完売の大盛況に終わる。

## 人物
- 練習生時代にFacebookやTwitterなどのSNSを使いファンに向けて発信していた為、端正な顔立ちも手伝ってデビュー前からファンに注目されており、後楽園ホールで自らデビュー決定の挨拶をした際はマスコミにも大きく報道された。
- 長である秋山準の勧めで、デビュー戦で全日本プロレスOBである小橋建太の全日時代のイメージカラーであるオレンジのショートタイツを着用した[1]。オレンジにした理由について佐藤は「全日本でオレンジと言ったらやっぱり小橋さんの顔しか出てこない。その色、みなさんに認めていただいて、秋山さんに認めていただいて、小橋さんに認めていただいて、今日リングに立つ事ができました」と述べている[2]。
- 憧れの選手は先輩である鈴木鼓太郎であると公言しており、「全日本のジュニアは1番と思ってるんで、先輩に並ぶのでなく超えたいと思っています」と語った[1]。GLEATでも鼓太郎の所属する「BLACK GENERATION INTERNATIONAL」に2023年7月から加入している（佐藤の所属していたユニット「60seconds」が解散したため）。
- 中学時代の文集では「将来はプロレスラーになりたい」と綴っていたとのこと。

## 得意技
翔破
クラッチ式変型フィッシャーマンズバスター。
スーパーキック
ストゥーカスプラッシュ

## 入場曲
- 初代 : JAGUAR'13（春畑道哉）
- 2代目 : 戦えジャパリーマン（スルースキルズ）